# جام در جام اروپا ۸۱–۱۹۸۰
فصل ۸۱–۱۹۸۰، از مسابقات فوتبال جام برندگان جام اروپا، با برتری ۲ بر ۱ دینامو تفلیس مقابل کارل زایس ینا در فینال این رقابت‌ها و در ورزشگاه راین‌اشتادیون به پایان رسید.

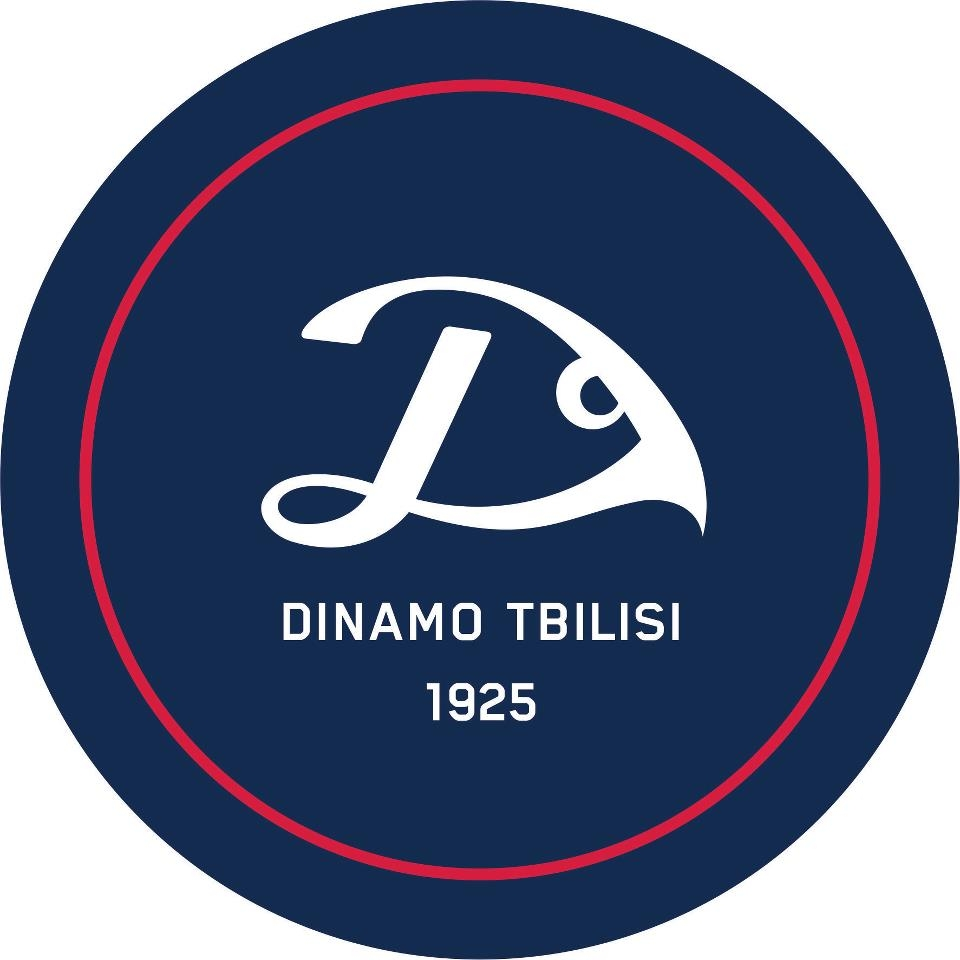
لوگوی دینامو تفلیس

## دور مقدماتی
| تیم ۱               | نتیجه‌نهایی | تیم ۲                | بازی رفت | بازی برگشت |
| ------------------- | ---------- | -------------------- | -------- | ---------- |
| باشگاه فوتبال سلتیک | 7–2        | Diósgyőr             | 6–0      | 1–2        |
| Altay               | 0–4        | باشگاه فوتبال بنفیکا | 0–0      | 0–4        |

## دور اول
| تیم ۱                            | نتیجه‌نهایی                      | تیم ۲                          | بازی رفت | بازی برگشت      |
| -------------------------------- | ------------------------------- | ------------------------------ | -------- | --------------- |
| باشگاه فوتبال رئال مادرید کاستیا | 4–6                             | باشگاه فوتبال وستهام یونایتد   | 3–1      | 1–5 (وقت اضافه) |
| باشگاه فوتبال سلتیک              | 2–2 (قانون گل زده در خانه حریف) | Politehnica Timișoara          | 2–1      | 0–1             |
| Hibernians                       | 1–4                             | Waterford                      | 1–0      | 0–4             |
| Kastoria                         | 0–2                             | باشگاه فوتبال دینامو تفلیس     | 0–0      | 0–2             |
| Spora Luxembourg                 | 0–12                            | باشگاه فوتبال اسپارتا پراگ     | 0–6      | 0–6             |
| Slavia Sofia                     | 3–2                             | باشگاه فوتبال لگیا ورشو        | 3–1      | 0–1             |
| Hvidovre                         | 3–0                             | باشگاه فوتبال فرم              | 1–0      | 2–0             |
| Ilves                            | 3–7                             | باشگاه فوتبال فاینورد          | 1–3      | 2–4             |
| باشگاه فوتبال آ.اس. رم           | 3–4                             | باشگاه فوتبال کارل زایس ینا    | 3–0      | 0–4             |
| باشگاه فوتبال والنسیا            | 5–3                             | باشگاه فوتبال موناکو           | 2–0      | 3–3             |
| باشگاه فوتبال سیون               | 1–3                             | Haugar                         | 1–1      | 0–2             |
| باشگاه فوتبال نیوپورت کانتی      | 4–0                             | Crusaders                      | 4–0      | 0–0             |
| باشگاه فوتبال اومانیا            | 1–7                             | Waterschei Thor                | 1–3      | 0–4             |
| باشگاه فوتبال فورتونا دوسلدورف   | 8–0                             | باشگاه فوتبال ردبول زالتسبورگ  | 5–0      | 3–0             |
| باشگاه فوتبال مالمو              | 1–0                             | باشگاه فوتبال پارتیزانی تیرانا | 1–0      | 0–0             |
| باشگاه فوتبال دینامو زاگرب       | 0–2                             | باشگاه فوتبال بنفیکا           | 0–0      | 0–2             |

## دور دوم
| تیم ۱                        | نتیجه‌نهایی | تیم ۲                          | بازی رفت | بازی برگشت |
| ---------------------------- | ---------- | ------------------------------ | -------- | ---------- |
| باشگاه فوتبال وستهام یونایتد | 4–1        | Politehnica Timișoara          | ۴–۰      | ۰–۱        |
| Waterford                    | 0–5        | باشگاه فوتبال دینامو تفلیس     | 0–1      | 0–4        |
| باشگاه فوتبال اسپارتا پراگ   | 2–3        | Slavia Sofia                   | ۲–۰      | ۰–۳        |
| Hvidovre                     | 1–3        | باشگاه فوتبال فاینورد          | 1–2      | 0–1        |
| باشگاه فوتبال کارل زایس ینا  | 3–2        | باشگاه فوتبال والنسیا          | ۳–۱      | ۰–۱        |
| Haugar                       | 0–6        | باشگاه فوتبال نیوپورت کانتی    | 0–0      | 0–6        |
| Waterschei Thor              | 0–1        | باشگاه فوتبال فورتونا دوسلدورف | 0–0      | 0–1        |
| باشگاه فوتبال مالمو          | 1–2        | باشگاه فوتبال بنفیکا           | 1–0      | 0–2        |

## یک‌چهارم نهایی
| تیم ۱                          | نتیجه‌نهایی | تیم ۲                       | بازی رفت | بازی برگشت |
| ------------------------------ | ---------- | --------------------------- | -------- | ---------- |
| باشگاه فوتبال وستهام یونایتد   | 2–4        | باشگاه فوتبال دینامو تفلیس  | 1–4      | 1–0        |
| Slavia Sofia                   | ۳–۶        | باشگاه فوتبال فاینورد       | 3–2      | 0–4        |
| باشگاه فوتبال کارل زایس ینا    | 3–2        | باشگاه فوتبال نیوپورت کانتی | 2–2      | 1–0        |
| باشگاه فوتبال فورتونا دوسلدورف | 2–3        | باشگاه فوتبال بنفیکا        | 2–2      | 0–1        |

## نیمه‌نهایی
| تیم ۱                       | نتیجه‌نهایی | تیم ۲                 | بازی رفت | بازی برگشت |
| --------------------------- | ---------- | --------------------- | -------- | ---------- |
| باشگاه فوتبال دینامو تفلیس  | 3–2        | باشگاه فوتبال فاینورد | 3–0      | 0–2        |
| باشگاه فوتبال کارل زایس ینا | 2–1        | باشگاه فوتبال بنفیکا  | 2–0      | 0–1        |

## فینال
| باشگاه فوتبال دینامو تفلیس           | ۲–۱                 | باشگاه فوتبال کارل زایس ینا |
| ------------------------------------ | ------------------- | --------------------------- |
| ولادیمیر گوتسائف ۶۷' · Daraselia ۸۶' | (Report) (Report 2) | Hoppe ۶۳'                   |